# Conquerors of Armageddon
Conquerors of Armageddon – trzeci album grupy Krisiun, a zarazem pierwszy wydane przez Century Media Records. 

## Lista utworów
Opracowano na podstawie materiału źródłowego.
1. "Intro - Ravager" – 3:52
2. "Abyssal Gates" – 5:16
3. "Soul Devourer" – 3:19
4. "Messiah's Abomination" – 3:56
5. "Cursed Scrolls" – 3:59
6. "Conquerors of Armageddon" – 6:05
7. "Hatred Inherit" – 5:34
8. "Iron Stakes" – 4:34
9. "Endless Madness Descends" – 5:00

## Twórcy
Opracowano na podstawie materiału źródłowego.

- Moyses Kolesne – gitara elektryczna
- Max Kolesne – perkusja
- Alex Camargo – śpiew, gitara basowa
- Joe Petagno – okładka
- Erik Rutan – produkcja muzyczna, inżynieria dźwięku
- Stefan Wibbeke – oprawa graficzna
- Axel Jusseit – zdjęcia
- Cassis Leva – zdjęcia
- Tony Iron – zdjęcia
- Fernando Sasaki – dizajn
- Ralph Tamborra – oprawa graficzna
- Joe Petagno – oprawa graficzna
- Andy Classen – inżynieria dźwięku
- Ulf Horbelt – mastering